# Castello di Acaya
Il castello di Acaya si trova nell'omonima frazione di Vernole, in provincia di Lecce. La località, nota un tempo come  Segine, e a lungo feudo dei dell'Acaya, assunse il nome della famiglia baronale nel 1535.

## Storia
Nel 1294 Carlo II d'Angiò donò l'insediamento di Segine a Gervaso dell'Acaya, valoroso capitano, la cui famiglia la possedette per tre secoli. Nel 1506 Alfonso di Acaya costruì il nucleo più antico del Castello; suo figlio Giangiacomo nel 1535 la fece cingere di mura, fece fortificare il castello con baluardi, bastioni e fossato e diede al villaggio un piano urbanistico.
Morto Giangiacomo nel 1570 ,il feudo di Acaya passò al Regio Demanio e successivamente, nel 1608, ad Alessandro De Montibus, che la fortificò ulteriormente per timore delle incursioni turche.
Verso la fine del secolo XVII, estintosi il ramo principale della famiglia De Montibus, il feudo tornò alla Corte Regia che nel 1688 lo vendette ai De Montibus-Sanfelice i quali, nello stesso anno lo vendettero ai Vernazza, che mantennero la struttura di rocca rinascimentale. Il 23 settembre 1714, la cittadella fortificata fu attaccata ed espugnata per la prima volta dai pirati saraceni. Dai Vernazza fu venduto alla famiglia Onofrio Scarciglia da Lecce e poi alla famiglia Rugge. Per ultimo è stato acquistato dall'Amministrazione Provinciale di Lecce.

## Struttura

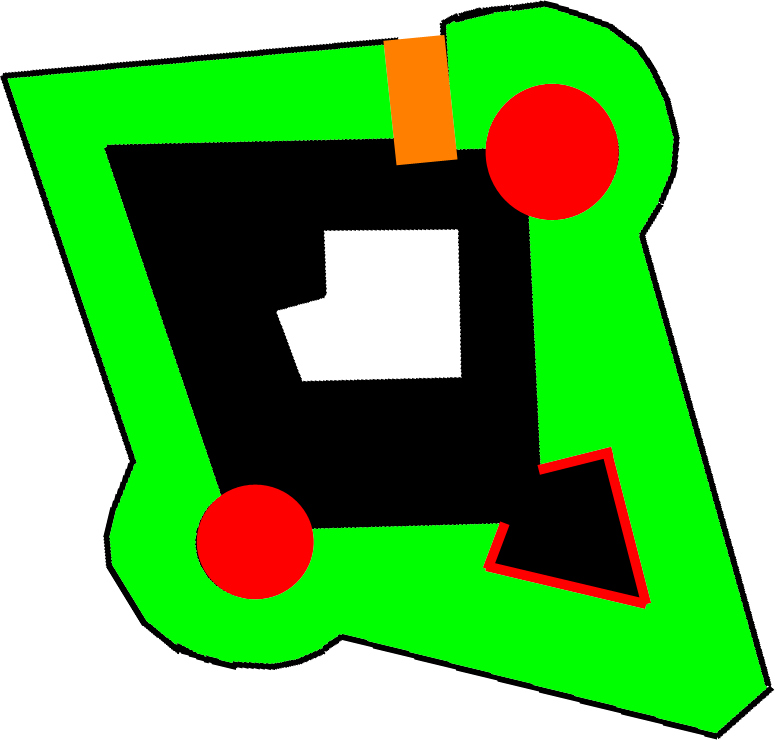
Planimetria

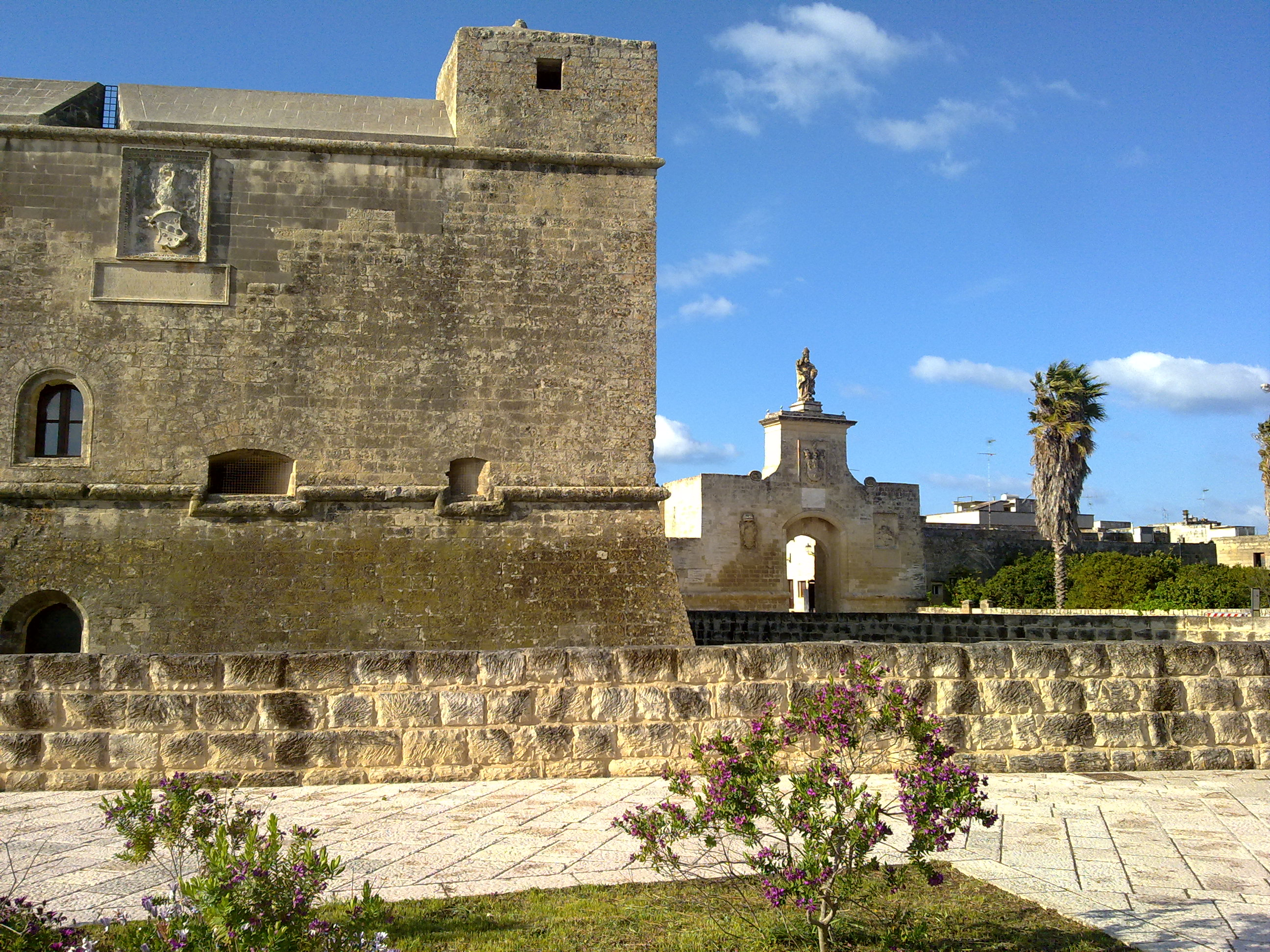
Veduta del castello e della porta

La rocca cinquecentesca seguì i dettami dell'epoca nell'ambito della fortificazione alla moderna. L'edificio infatti si presenta come un quadrilatero a cui vertici si innestano i bastioni, di forma bassa e robusta, adatti alla difesa\attacco contro armi da fuoco. In particolare in direzione N-W e S-E si innestano due speroni di forma triangolare, che con il loro profilo meglio si adattavano a deviare eventuali attacchi provenienti da armi da fuoco, ai due lati opposti si innestano invece possenti torrioni circolari. Tutti i bastioni posseggono cannoniere a tutti i livelli. L'impianto risulta opera dell'architetto militare Gian Giacomo dell'Acaya, figlio di Alfonso, per conto di Carlo V. Tale fortezza risulta tra le più innovative e meglio curate di tutto il "Vice Regno di Napoli", infatti il Dell'Acaya era uno dei più noti architetti militari del XVI secolo. Nel vertice Sud-Est di tale fortezza, innestò un baluardo a forma di lancia, con scarpatura e difesa e cannoniere su due livelli, viene qui sperimentata per la prima volta la difesa radente. Un'epigrafe sul bastione, ricorda, la fine dei lavori nel 1536. I dell'Acaya si occuparono oltre che dell'edificazione della rocca, anche della difesa dell'intero abitato utilizzando anche qui i concetti più aggiornati dell'architettura militare, come le cortine arretrate per una migliore difesa. Il maniero ebbe si funzione contro le incursioni turche, ma è bene non esagerare tale aspetto, infatti tale castello poteva avere un importante ruolo anche nel controllo del territorio salentino, per il nascente regno di Carlo V. Il castello tuttavia non ebbe solo funzione difensiva, un esempio su tutti è la sala ennagonale, della torre N-E arricchita da pregevoli fregi. L'intero impianto è arricchito da diversi stemmi della famiglia dei dell'Acaya.
In anni recenti, al lato nord dell'antico maniero sono affiorate le tracce di una costruzione di epoca medioevale poi rivelatasi una piccola chiesa bizantina e sotto di essa alcune sepoltura. Durante i lavori di restauro è stato ritrovato anche un affresco all'interno di una intercapedine. Si tratta della Dormitio Virginis databile alla seconda metà del Trecento, estesa circa quattro metri per tre. La raffigurazione, perfettamente conservata, rappresenta gli Apostoli che assistono la morte della Vergine e Gesù che ne raccoglie l'Anima e la presenta al Padre, secondo la tradizione iconografica che fa riferimento ai Vangeli apocrifi. Ulteriori ritrovamenti archeologici hanno portato alla luce, nel 2001, una serie di tombe, fosse comuni e cunicoli. L'analisi delle ossa ritrovate, attribuibili a uomini di età compresa tra i 25 e 30 anni, inumati contestualmente, fanno ipotizzare l'eventualità che si tratti di soldati caduti in una delle cruente battaglie che fra il 1200 ed 1300 tormentarono la zona.
Il castello è sede di una mostra permanente sugli scavi archeologici di Roca Vecchia e altre esposizioni temporanee.